# Kenshiro Abe
Kenshiro (Abbe) Abe (jap. 阿部 謙四郎, Abe Kenshirō, * 15. Dezember 1916 in Tokushima; † 1. Dezember 1985 ebenda) war ein japanischer Jūdō-Lehrer des Butokukai.

## Leben
Bevor er Jūdō lernte, trainierte er Aikidō bei Ueshiba, wie sein Vater Kendō (6. Dan) u. a. bei Ogawa Hanshi und Jukendō. Er war ein sehr erfolgreicher Judoka: im Alter von 16 Jahren wurde er bereits Hochschulmeister und erhielt den 3. Dan. Er begann Ende 1930 am Butokukai zu unterrichten und arbeitete an der Dōshisha-Universität. Zeitweise bildete er das Polizei-Department in Kyōto aus. 1955 emigrierte Abe auf Einladung Gunji Koizumis und der London Judo Society (LJS) nach England, wo er sein eigenes Dōjō gründete. Ab 1958 war er an der Gründung des British Judo Concils maßgeblich beteiligt. Bei einem Autounfall 1960 erlitt er schwere Verletzungen mit Folgeschäden, die ihn dazu veranlassten, nach Japan zurückzukehren.

## Leistung
Kenshiro Abbe gilt als Erfinder der Kyūshindō-Philosophie im Judo.